# On Melting Snow
Pour plus de détails, voir Fiche technique et Distribution.
On Melting Snow est un film documentaire de 2024 produit et réalisé par Mojtaba Bahadori. Le film explore la vie et le travail de l'artiste belge Sophie Cauvin, mettant en avant ses réflexions sur la nature et la mémoire alors qu'elle réinterprète les paysages à travers son art.

## Sujet
Le documentaire suit Sophie Cauvin, qui a passé plus de trois décennies à capturer l'essence des paysages dans son œuvre. En se reconnectant avec des environnements modifiés, l'art de Cauvin reflète la tension entre l'intervention humaine et la beauté naturelle. Le film vise à brouiller les frontières entre l'art et la nature, encourageant une réflexion sur leur relation.

## Production

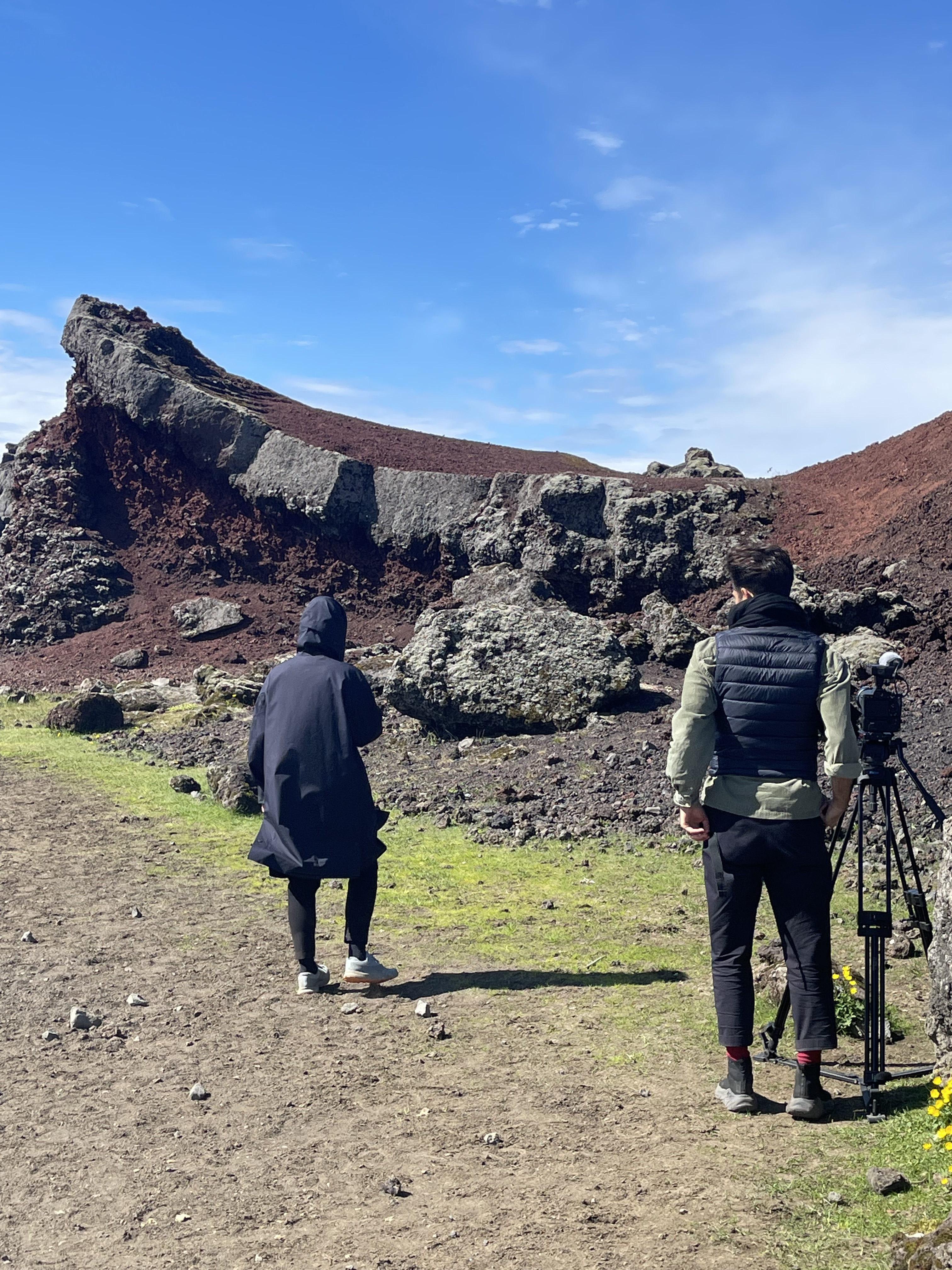
Dans les coulisses - Mojtaba et Sophie pendant le tournage du film en Islande.

On Melting Snow a été tourné en Islande, Maroc et Belgique, mettant en valeur des paysages bruts en accord avec ses thèmes environnementaux. La conception sonore du film a été réalisée par Hassan Shabankareh.

## Sortie

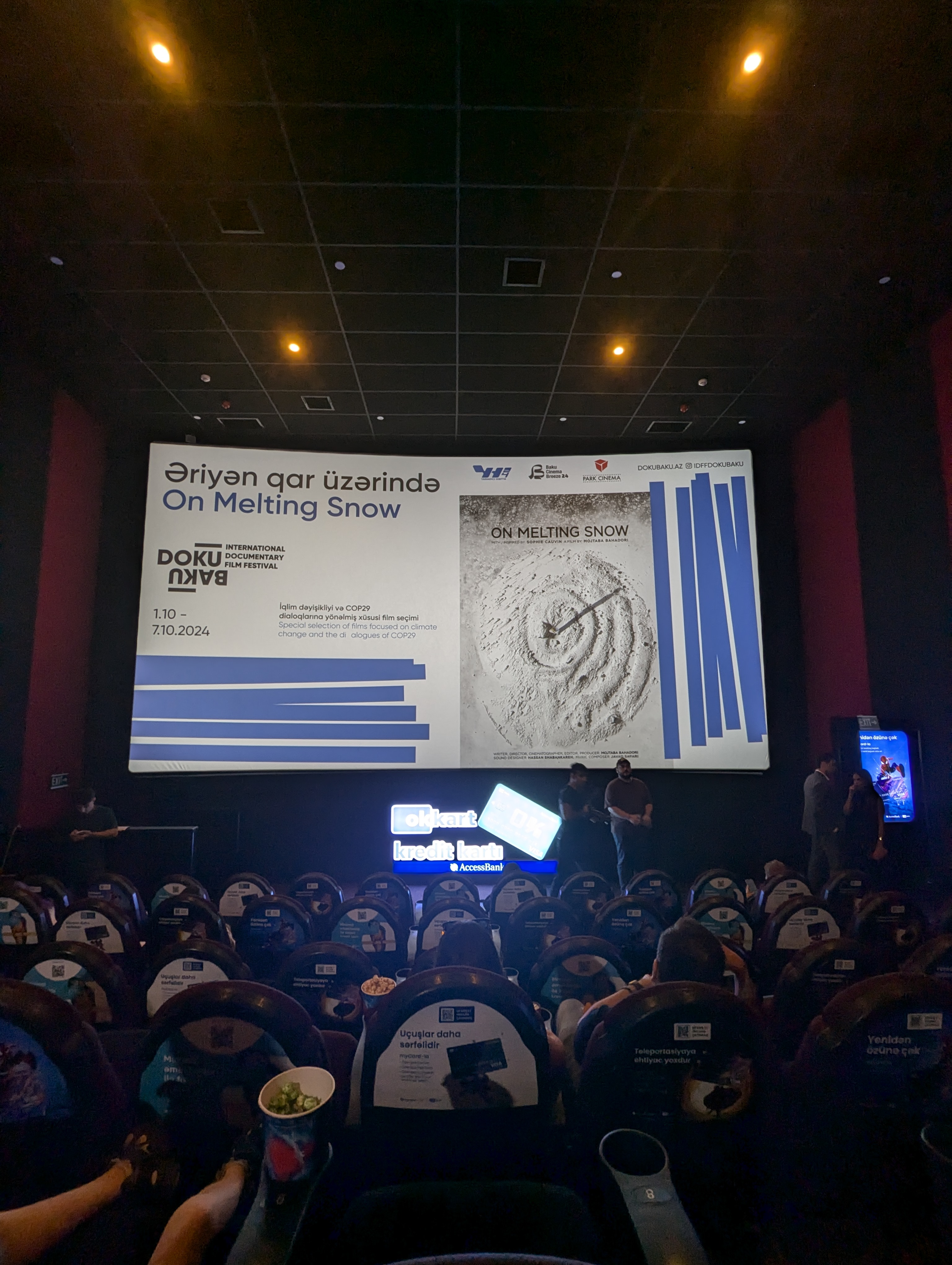
Prix COP29 des Nations Unies - On Melting Snow a été projeté au Festival international du film documentaire DokuBaku le 7 octobre 2024, où il a remporté le Prix des Nations Unies sur le changement climatique 2024 à la COP29.

Le documentaire a été présenté en avant-première le 7 octobre 2024 au Park Cinema dans les Flame Towers, à Bakou, en Azerbaïdjan, dans le cadre des dialogues de la COP29. La projection a contribué aux discussions internationales sur le changement climatique, attirant l'attention sur le message environnemental du film.
Le film a également été présenté en première le 24 novembre 2024 à l'IFFI de Goa, en Inde, dans la section 'Mission Life',,.
Best Film of the Year, United Nations Climate Change Conference Award COP29
Mt. Everest Award for Best Documentary Film in NIFF 2025
Master of Art Festival, Aurubis Award for Best Film 2025
Award for Most Beautiful Film On , Master of Art Festival 2025

## Distinctions
Le film a reçu le Prix COP29 des Nations Unies au Festival international du film documentaire DokuBaku 2024 en Azerbaïdjan. Ce prix, présenté par la vice-ministre de la Culture de l'Azerbaïdjan, Saadat Yusifova, a reconnu la manière dont le film aborde les enjeux environnementaux à travers l'art et les paysages naturels,.